# Ernst August Roloff (Historiker, 1886)
Ernst August Roloff (* 20. Dezember 1886 in Braunschweig; † 14. November 1955 ebenda) war ein deutscher Historiker, Hochschullehrer und Politiker. Er war zur Zeit der Weimarer Republik Abgeordneter und Fraktionsvorsitzender der DNVP im Braunschweigischen Landtag.

## Leben und Werk
Der Sohn eines Bauunternehmers studierte an der Universität Berlin Geschichte, Philosophie und Wirtschaftswissenschaften. Er wurde 1910 mit einer Dissertation über Abt Jerusalem und die Frühgeschichte des Collegium Carolinum promoviert. Im Jahre 1913 habilitierte er sich an der Technischen Hochschule Braunschweig, wo er anschließend als Privatdozent für Geschichte und Staatsbürgerkunde tätig war.
Er ist der Vater des Historikers Ernst-August Roloff. Roloffs Nachlass wird vom Stadtarchiv Braunschweig betreut (G IX 43 und G X 8).

### Braunschweigischer Landespolitiker
Nach Ende des Ersten Weltkriegs wurde er Mitglied der DNVP. Im Jahre 1918 wurde er hauptamtlicher Geschäftsführer des konservativen Braunschweigischen Landbundes. Ab 1919 war Roloff Abgeordneter im Braunschweigischen Landtag, wo er zum einflussreichen Vertreter des Bürgertums wurde. Er war 1920 maßgeblich an der Bildung des überparteilichen „Bürgerbundes“ beteiligt, dem verschiedene Parteien, Wirtschaftsverbände und Kulturvereine beitraten. Dieser verstand sich als außerparlamentarische Vertretung der Interessen des Bürgertums. Der zusehends unter den Einfluss der DNVP geratende Bürgerbund gab eine eigene Wochenzeitung heraus, als deren Redakteur Roloff tätig war. Von 1924 bis 1927 war die DNVP an einer bürgerlichen Landesregierung beteiligt. In dieser Zeit war Roloff DNVP-Fraktionsvorsitzender. Er wurde 1927 Vertreter der deutschnationalen Opposition im Landtag. Als solcher sprach er sich gegen den Versailler Vertrag und gegen den Dawes-Plan aus. Im Jahre 1930 wurde er als Vertreter des Landbundes für die Bürgerliche Einheitsliste als Kandidat aufgestellt. Bis 1933 war er erneut Fraktionsvorsitzender der DNVP, die seit 1930 gemeinsam mit der NSDAP eine Koalitionsregierung gebildet hatte. Roloffs Differenzen mit den Nationalsozialisten veranlassten ihn 1933 zum Ausscheiden aus der Politik.

### Hochschullehrer in Braunschweig
Im Jahre 1926 wurde Roloff zum außerordentlichen, 1932 zum ordentlichen Professor ernannt. Er wurde 1927 mit dem Aufbau eines Geschichtlichen Seminars beauftragt. Er setzte sich für die Einführung der akademischen Lehrerausbildung an der TH Braunschweig ein. An der Bernhard-Rust-Hochschule für Lehrerbildung lehrte er 1937/38 als kommissarischer Professor für Geschichte und promovierte Otto Antrick, den Sohn eines ehemaligen SPD-Politikers. Im Juni 1935 nahm er an der Öffnung des Grabes Heinrichs des Löwen im Braunschweiger Dom teil. Roloff wurde 1945 kurzfristig suspendiert, aber entlastet und 1953 emeritiert. Sein Nachfolger am Braunschweiger Lehrstuhl für Geschichte wurde 1954 Heinrich Heffter. Seine Forschungsthemen umfassten vor allem die Braunschweigische Regionalgeschichte, darunter die Geschichte des Collegium Carolinum, das Wirken Wilhelm Raabes und Heinrichs des Löwen. Von 1943 bis 1949 war er ordentliches Mitglied der Braunschweigischen Wissenschaftlichen Gesellschaft.

### Mitarbeit in Vereinen und Verbänden
Roloff gehörte 1923 zu den Mitbegründern der Verwaltungs- und Wirtschaftsakademie Braunschweig, in der er bis 1933 die Studienleitung innehatte. Diese Aufgabe nahm er nach 1945 erneut auf. Nach Ende des Zweiten Weltkriegs baute er die Raabe-Gesellschaft mit auf, deren Leitung er übernahm. Über Jahrzehnte gehörte er wie zuvor Wilhelm Raabe dem geselligen Zirkel der Ehrlichen Kleiderseller an. Am 21. Juni 1950 gründete sich der "Freundeskreis des Eulenspiegel-Museums zu Schöppenstedt e.V.", dessen Vorsitz Roloff führte.

## Kritische Neubewertung der Lebensleistung
Im Rahmen der Debatte um eine Würdigung des politischen Lebenswerkes der Braunschweiger Politikerin Minna Faßhauer stellte die SPD-Fraktion im Braunschweiger Stadtrat im August 2013 den Antrag, in diesem Zusammenhang gleichfalls die Lebensläufe anderer Braunschweiger Politiker aus der Zeit der Novemberrevolution in Braunschweig, der Weimarer Republik bis hin zur Zeit des Nationalsozialismus in der Stadt einer kritischen Neubewertung zu unterziehen. Dieser Vorschlag wurde von der CDU-Ratsfraktion unterstützt. Die Personen, deren Lebensleistung demnach neu bewertet werden soll, sind unter anderen: Otto Grotewohl (erster Ministerpräsident der DDR), Carl Heimbs (DVP, mitverantwortlich für die Einbürgerung Adolf Hitlers), Werner Küchenthal, August Merges (USPD, erster Präsident der Sozialistischen Republik Braunschweig), Josef Oerter (Anarchist, USPD, Ministerpräsident des Landes Braunschweig, später NSDAP) und Ernst August Roloff (DNVP, Gründer der BEL).

## Schriften (Auswahl)
- Chronik der Familie … A. Graff, Braunschweig 1934, DNB 361639309.
- Heinrich der Löwe. Appelhans, Braunschweig 1936, DNB 575881992.
- Tausendjähriges Braunschweig, die Stadt Heinrichs des Löwen im Wandel der Zeit. Hafferburg, Braunschweig 1938, DNB 575881968.
- Ewiger Eulenspiegel: Wie der Schalk war, und was die Welt aus ihm gemacht. Hafferburg, Braunschweig 1940, DNB 575881976.
- Karl Peters (= Schöpferische Niederdeutsche. Bdch. 9). Fromm, Osnabrück 1941, DNB 362181446.
- Hermann Blumenau, ein deutscher Koloniegründer (= Schöpferische Niederdeutsche. Bdch. 10). Fromm, Osnabrück 1941, DNB 362181438.
- Carl Friedrich Gauß (= Schöpferische Niederdeutsche. Bdch. 12). Fromm, Osnabrück 1942, DNB 362181411.